# 블라디미르 벨로우소프 (스키 선수)
블라디미르 파블로비치 벨로우소프(러시아어: Влади́мир Па́влович Белоу́сов, 1946년 7월 14일 ~ )는 소련의 스키점프 선수이다. 1968년 동계 올림픽 라지힐 부문에서 금메달을 획득하여 소련과 러시아 선수로는 유일하게 올림픽 스키점프 금메달을 획득했다.